# Błąd Birkenmajera
Błąd Birkenmajera – termin stosowany przez alpinistów do określenia dobrania nieodpowiedniego celu do aktualnych możliwości wspinacza. Niedocenienie własnych ograniczeń było przyczyną śmierci Wincentego Birkenmajera 17 kwietnia 1933 r., który po nieprzespanej nocy, spędzonej w pociągu relacji Poznań – Zakopane, wyruszył w zimowych warunkach w Tatry, aby dokonać pierwszego zimowego przejścia filara Ganku. Na Galerii Gankowej zmarł z wyczerpania i zimna.